# Zenon Stefaniuk
Zenon Stefaniuk est un boxeur polonais né à Wojnów le 8 juillet 1930 et mort à Katowice le 10 juillet 1985.

## Carrière
Sa carrière amateur est principalement marquée par deux titres européens remportés à Varsovie en 1955 et à Berlin-Ouest en 1957 dans la catégorie poids coqs.

### Jeux olympiques
- Participation aux Jeux de 1956 à Melbourne.

### Championnats d'Europe de boxe amateur
- Médaille d'or en -54 kg en 1955 à Varsovie, Pologne
- Médaille d'or en -54 kg en 1957 à Berlin-Ouest, RFA

### Championnats de Pologne
- Champion national en poids coqs de 1952 à 1955 (soit à 4 reprises).